# Мураками (лунный кратер)
Кратер Мураками (лат. Moore) — крупный ударный кратер в южном полушарии обратной стороны Луны. Название присвоено в честь японского физика и астронома Харутаро Мураками (1872—1947) и утверждено Международным астрономическим союзом в 1991 г.

## Описание кратера

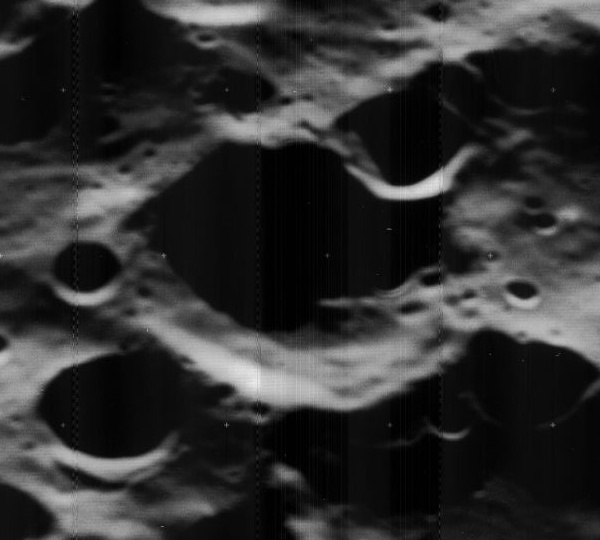
Снимок зонда Lunar Orbiter - V.

Ближайшими соседями кратера являются кратер Штернфельд на севере; кратер Дас  на юго-востоке; кратер Мариотт на юге-юго-востоке и кратер Барринджер на западе-юго-западе. Селенографические координаты центра кратера 23°23′ ю. ш. 140°58′ з. д. / 23,38° ю. ш. 140,97° з. д., диаметр 52,7 км, глубина 2,3 км.
Кратер Мураками имеет циркулярную форму и умеренно разрушен. Вал сглажен, северо-западная часть вала перекрыта небольшим кратером. Внутренний склон вала гладкий. Высота вала над окружающей местностью 1080 м, объем кратера составляет приблизительно 1570 км³. Дно чаши пересеченное, c юга-юго-запада на север-северо-восток рассечено извилистым хребтом. На западе к внешнему склону вала кратера примыкает небольшая область с высоким альбедо.
До получения собственного наименования в 1991 г. кратер имел обозначение Мариотт Y (в системе обозначений так называемых сателлитных кратеров, расположенных в окрестностях кратера, имеющего собственное наименование).

## Сателлитные кратеры
Отсутствуют.